# Lista botaniștilor după abrevierea de autor (Q–R)
Aceasta este o listă incompletă de botaniști după abrevierile lor de autor, care sunt destinate citării denumirilor științifice sau a lucrărilor pe care le-au publicat. Această listă este întocmită după Authors of Plant Names⁠(en)[traduceți] de Brummitt & Powell (1992). Utilizarea acelei liste este recomandată prin Nota 1 Rec. 46A din International Code of Nomenclature for algae, fungi, and plants. Lista este actualizată online la The International Plant Names Index și Index Fungorum.
De notat că în unele cazuri abrevierea de autor constă dintr-un nume de familie complet, iar în alte cazuri numele este abreviat sau/și însoțit de una sau mai multe inițiale. Nu se pun spații între inițiale și nume (sau abrevierea sa).

#### Ordinea intrărilor
Lista de aici este menținută strict în ordinea alfabetică a abrevierilor; astfel "A.B.Jacks." apare la litera "A" și nu la "J", și este situat astfel ca și cum caracterele ar fi fost "ABJACKS". Capitalizarea este ignorată, la fel ca și toate caracterele non-alfabetice ca puncte și spații. Semenele diacritice de asemenea sunt ignorate, astfel încât, de exemplu, "ü" este tratat ca și cum ar fi "u".

#### Navigare
Din cauza lungimii sale, lista este despărțită în mai multe pagini separate. Toate secțiunile alfabetice pot fi accesate din cuprins.

## A–P
| Liste: | A | B | C | D | E F | G | H | I J | K L | M | N O | P | Q R | S | T U V | W X Y Z |

Pentru a găsi intrări ce încep cu A–P, folosiți cuprinsul de mai sus.

## Q
| Liste: Sus | A | B | C | D | E F | G | H | I J | K L | M | N O | P | Q R | S | T U V | W X Y Z |

- Q.D.Clarkson – Quentin Deane Clarkson (n. 1925)
- Quehl – Leopold Quehl (1849–1922)
- Quél. – Lucien Quélet (1832–1899)
- Quinn – Christopher John Quinn (n. 1936)
- Quisumb. – Eduardo Quisumbíng y Argüelles (1895–1986)
- Quoy – Jean René Constant Quoy (1790–1869)
- Q.Wang – Qi Wang (fl. 1989)
- Q.W.Zeng – Qing Wen Zeng (1963–2012)

## R
| Liste: Sus | A | B | C | D | E F | G | H | I J | K L | M | N O | P | Q R | S | T U V | W X Y Z |

- Rabenh. Gottlob Ludwig Rabenhorst (1806-1881)
- Rach – Louis Theodor Rach (1821–1859)
- R.A.Clement – Rose A. Clement (c.1953-1996[5])
- Radcl.-Sm. – Alan Radcliffe-Smith (1938–2007)
- Raddi – Giuseppe Raddi (1770–1829)
- Raderm. – Jacob Cornelis Matthieu Radermacher (1741–1783)
- Radford – Albert Ernest Radford (1918–2006)
- Radius – Justus Wilhelm Martin Radius (1797–1884)
- Radlk. – Ludwig Adolph Timotheus Radlkofer (1829–1927)
- R.A.Dyer – Robert Allen Dyer (1900–1987)
- Raeusch. – Ernst Adolf Raeuschel (fl. 1772–1797)
- Raf. – Constantine Samuel Rafinesque (1783–1840)
- Raffles – Thomas Stamford Bingley Raffles (1781–1826)
- Rafn – Carl Gottlob Rafn (1769–1808)
- R.A.Foster – Robert A. Foster (1938–2002)
- R.A.Harper – Robert Almer Harper (1862–1946)
- Rahn – Knud Rahn (1928–2013)
- R.A.Howard – Richard Alden Howard (1917–2003)
- Raim. – Rudolph Raimann (1863–1896)
- Ralfs – John Ralfs (1807–1890)
- Ralph Hoffm. – Ralph Hoffmann (1870–1932)
- Ram.Goyena – Miguel Ramírez Goyena (1857–1927)
- Ramond – Louis Ramond de Carbonnières (1755–1827)
- Rand – Isaac Rand (1674–1743)
- Randolph – Lowell Fitz Randolph (1894–1980)
- Randrian. – Armand Randrianasolo (fl. 1994)
- Rands – Robert Delafield Rands (1890–1970)
- Raoul – Etienne Fiacre Louis Raoul (1815–1852)
- Rapaics – Raymund Rapaics von Rumwerth (sau Ruhmwerth) (1885–1953) (în trecut figura și ca Rajmond, Rajmund, sau Raumund)
- Rapin – Daniel Rapin (1799–1882)
- Rasm. – Rasmus Rasmussen (1871–1962)
- Raspail – François Vincent Raspail (1794–1878)
- Rataj – Karel Rataj (n. 1925)
- Rattan – Volney Rattan (1840–1915)
- Ratzeb. – Julius Theodor Christian Ratzeburg (1801–1871)
- Rauh – Werner Rauh (1913–2000)
- Raunk. – Christen C. Raunkiær (1860–1938)
- Raup – Hugh Miller Raup (1901–1995)
- Rauschert – Stephan Rauschert (1931–1986)
- Rauwolff – Leonhard (Leonhart) Rauwolf(f) (1535–1596)
- Raven – John Earle Raven (1914–1980)
- Ravenna – Pierfelice Ravenna (n. 1938)
- R.A.W.Herrm. – Rudolf Albert Wolfgang Herrmann (n. 1885)
- R.A.White – Richard Alan White (n. 1935)
- Rawitscher – Felix Rawitscher (1890–1957)
- Rawson – Rawson W. Rawson (1812–1899)
- Ray – John Ray (1627–1705)
- Raym.-Hamet – Raymond Hamet (1890–1972)[6]
- Raymond – Louis-Florent-Marcel Raymond (1915–1972)
- Raynaud – Christian Raynaud (1939–1993)
- Rayner – John Frederick Rayner (1854–1947)
- Rayss – Tscharna Rayss (1890–1965)
- Razaf. – Alfred Razafindratsira (fl. 1987)
- Razafim. – Sylvain G. Razafimandimbison (fl. 1999)
- R.B.Clark – Robert Brown Clark (n. 1914)
- R.Bernal – Rodrigo Bernal (n. 1959)
- R.Br. – Robert Brown (1773–1858)
- R.Br.bis – Robert Brown (New Zealand) (1820–1906)
- R.Br.ter – Robert Brown (explorer) (1842–1895)
- R.B.Singer – Rodrigo Bustos Singer (n. 1970)
- R.B.Wallis – Robert B. Wallis (fl. 2002)
- R.C.Clark – Ross C. Clark (n. 1940)
- Rchb. – Heinrich Gottlieb Ludwig Reichenbach (1793–1879)
- Rchb.f. – Heinrich Gustav Reichenbach (1824–1889)
- R.C.Foster – Robert Crichton Foster (1904–1986)
- R.C.Jacks. – Raymond Carl Jackson (1928–2008)[7]
- R.Clark – Ruth Clark (n. 1975)
- R.C.Moran – Robbin C. Moran (fl. 1986)
- R.C.Palmer – Richard Charles Palmer (1935–2005)
- R.C.Schneid. – Richard Conrad Schneider (n. 1890)
- R.C.Sinclair – Robert C. Sinclair (fl. 1979)
- R.Cunn. – Richard Cunningham (1793–1835)
- R.Dahlgren – Rolf Martin Theodor Dahlgren (1932–1987)
- R.D.Good – Ronald D'Oyley Good (1896–1992)
- R.Doll – Reinhard Doll (n. 1941)
- R.D.Spencer – Roger David Spencer (n. 1945)
- Reader – Felix Reader (1850–1911)
- Reboul – Eugène de Reboul (1781–1851)
- R.E.Brooks – Ralph Edward Brooks (n. 1950)
- Rech. – Karl Rechinger (1867–1952)
- Rech.f. – Karl Heinz Rechinger (1906–1998)
- R.E.Clausen – Roy Elwood Clausen (1891–1956)
- R.E.Cleland – Ralph Erskine Cleland (1892–1971)
- Record – Samuel James Record (1881–1945)
- R.E.Daniels – Roger Edward Daniels (n. 1943)
- R.E.D.Baker – Richard Eric Defoe Baker (1908–1954)
- Redouté – Pierre-Joseph Redouté (1759–1840)
- Rees – Abraham Rees (1743–1825)
- R.E.Fr. – Robert Elias Fries (1876–1966)
- Regel – Eduard August von Regel (1815–1892)
- Rehder – Alfred Rehder (1863–1949)
- Rehmann – Anton Rehmann (1840–1917)
- Reichard – Johann Jacob Reichard (1743–1782)
- Reiche – Karl Friedrich Reiche (1860–1929)
- Reichert – Israel G. Reichert (1889–1975)
- Reichst. – Tadeus Reichstein (1897–1996)
- Reinke – Johannes Reinke (1849–1931)
- Reinsch – Paul Friedrich Reinsch (1836–1914)
- Reinw. – Caspar Georg Carl Reinwardt (1773–1854)
- Reiss – Frederick Reiss (fl. 1968)
- Reissek – Siegfried Reisseck (1819–1871)
- R.E.Kunze – Richard Ernest Kunze (1838–1919)
- R.E.Lee – Robert Edwin Lee (n. 1911)
- R.Emers. – Ralph Emerson (1912–1979)
- Renault – Bernard Renault (1836–1904)
- Rendle – Alfred Barton Rendle (1865–1938)
- Renvoize – Stephen Andrew Renvoize (n. 1944)
- Req. – Esprit Requien (1788–1851)
- R.E.Schult. – Richard Evans Schultes (1915–2001)
- R.Escobar – Rodrigo Escobar (1935–2009)
- Resv.-Holms. – Hanna Resvoll-Holmsen (1873–1943)
- Resvoll – Thekla Resvoll (1871–1948)
- Retz. – Anders Johan Retzius (1742–1821)
- Reut. – George François Reuter (1805–1872)
- Reveal – James Lauritz Reveal (n. 1941)
- R.Fern. – Rosette Batarda Fernandes (1916–2005)
- R.F.Martin – Robert Franklin Martin (n. 1910)
- R.Harkn. – Robert Harkness (1816–1878)
- R.Hartig – Heinrich Julius Adolph Robert Hartig (1839–1901)
- Rheede – Hendrik Adriaan van Rheede tot Drakenstein (1636–1691)
- R.H.Miao – Ru Huai Miao (n. 1943)
- Rhode – Johann Gottlieb Rhode (1762–1827)
- R.Hoffm. – Reinhold Hoffmann (n. 1885)
- R.Hogg – Robert Hogg (1818–1897)
- R.H.Petersen – Ronald H. Petersen (n. 1934)
- R.H.Roberts – Richard Henry Roberts (1910–2003)
- R.H.Schomb. – Robert Hermann Schomburgk (1804–1865)
- R.H.Wallace – R. H. Wallace (fl. 1955)
- Riccob. – Vincenzo Riccobono (1861–1943)
- Rich. – Louis Claude Marie Richard (1754–1821)
- Richardson – John Richardson (1787–1865)
- Richens – Richard Hook Richens (1919–1984)
- Richerson – Peter James Richerson (n. 1943)
- Ricken – Adalbert Ricken (1851–1921)
- Ricker – Percy Leroy Ricker (1878–1973)
- Ricketson – Jon M. Ricketson (fl. 1997)
- Riddell – John Leonard Riddell (1807–1865)
- Ridl. – Henry Nicholas Ridley (1855–1956)
- Ridsdale – Colin Ernest Ridsdale (n. 1944)
- Rieder – Conly Leroy Rieder (n. 1950)
- Riedel – Ludwig Riedel (1790–1861)
- Riedl – Harald Udo von Riedl (n. 1936)
- Říha – Jan Říha (n. 1947)
- Rink – Hinrich (Henrik) Johannes Rink (1819–1893)
- Riocreux – Alfred Riocreux (1820–1912)
- Risso – Antoine Risso (1777–1845)
- Riv. – Augustus Quirinus Rivinus (also as August Bachmann) (1652–1723)
- Rivadavia - Fernando Rivadavia (fl. 2003)
- Rivière – Marie Auguste Rivière (1821–1877)
- Rix – Edward Martyn Rix (n. 1943)
- Rizzini – Carlos Toledo Rizzini (n. 1921)
- R.J.Bayer – Randall James Bayer (n. 1955)
- R.J.F.Hend. – Rodney John Francis Henderson (n. 1938)
- R.J.Moore – Raymond John Moore (1918–1988)
- R.J.Roberts – Ronald John Roberts (n. 1941)
- R.J.Scheff. – R. J. Scheffer (fl. 1984)
- R.Keller – Robert Keller (1854–1939)
- R.K.Godfrey – Robert Kenneth Godfrey (1911–2000)
- R.Kiesling – Roberto Kiesling (n. 1941)
- R.Klebs – Richard Klebs (1850–1911)
- R.Knuth – Reinhard Gustav Paul Knuth (1874–1957)
- R.K.S.Lee – Robert Kui Sung Lee (n. 1931)
- R.Lesson – René Primevère Lesson (1794–1849)
- R.M.Fonseca – Rosa María Fonseca (fl. 2005)
- R.M.Harper – Roland McMillan Harper (1878–1966)
- R.M.Johnst. – Robert Mackenzie Johnston (1844–1918)
- R.M.King – Robert Merrill King (n. 1930)
- R.Morales – Ramón Morales Valverde (n. 1950)
- R.Morgan – Robert Morgan (1863–1900)
- R.M.Patrick – Ruth Patrick (1907–2013)[8]
- R.M.Schust. – Rudolf M. Schuster (n. 1921)
- R.M.Tryon – Rolla Milton Tryon, Jr. (1916–2001)
- R.N.R.Br. – Robert Neal Rudmose-Brown (1879–1957)
- Rob. – William Robinson (1838–1935)
- Robatsch – Karl Robatsch (1929–2001)
- Robbertse – Petrus Johannes Robbertse (n. 1932)
- Robbr. – Elmar Robbrecht (n. 1946)
- Roberg – Lars Roberg (1664–1742)
- Robert – Gaspard Nicolas Robert (1776–1857)
- Robertson – David Robertson (1806–1896)
- Roberty – Guy Edouard Roberty (1907–1971)
- Robyns – Frans Hubert Edouard Arthur Walter Robyns (1901–1986)
- Rochebr. – Alphonse Trémeau de Rochebrune (1834–1912)
- Rock – Joseph Rock (1884–1962)
- R.O.Cunn. – Robert Oliver Cunningham (1841–1918)
- Rodin – Hippolyte Rodin (1829–1886)
- Rodion. – Georgi Ivanovich Rodionenko (n. 1913)
- Rodr. – José Demetrio Rodrígues (1780–1846)
- Rodway – Leonard Rodway (1853–1936)
- Roem. – Johann Jacob Roemer (1763–1819)
- Roezl – Benedikt Roezl (1823–1885)
- Roffavier – Georges Roffavier (1775–1866)
- Rogerson – Clark Thomas Rogerson (1918–2001)
- Rogow. – Athanasi Semenovich Rogowicz (1812–1878)
- Rohde – Michael Rohde (1782–1812)
- Röhl. – Johann Christoph Röhling (1757–1813)
- Rohr – Julius Philip Benjamin von Röhr (1737–1793)
- Rohrb. – Paul Rohrbach (1846–1871)
- Roiv. – Heikki Roivainen (1900–1983)
- Rojas – Teodoro Rojas (1877–1954)
- Rojas Acosta – Nicolás Rojas Acosta (1873–1946)
- Rolfe – Robert Allen Rolfe (1855–1921)
- Rolland – Léon Louis Rolland (1841–1912)
- Rollins – Reed Clark Rollins (1911–1998)
- Romagn. – Henri Romagnesi (1912–1999)
- Romans – Bernard Romans (c. 1720–1784)
- Rondelet – Guillaume Rondelet (1507–1566)
- Rooke – Hayman Rooke (1723–1806)
- Rose – Joseph Nelson Rose (1862–1928)
- Rosend. – Carl Otto Rosendahl (1875–1956)
- Roseng. – Bernardo Rosengurtt (1916–1985)
- Rosenstein (also N.Rosén) – Nils Rosén von Rosenstein (1706–1773)
- Rosenv. – Janus Lauritz Andreas Kolderup Rosenvinge (1858–1939)
- Ross – John Ross (1777–1856)
- Rossi – Pietro Rossi (1738–1804)
- Rossm. – Emil Adolf (Adolph) Rossmässler (1806–1867)
- Rostaf. – Józef Thomasz Rostafiński (1850–1928)
- Rostk. – Friedrich Wilhelm Gottlieb Theophil Rostkovius (1770–1848)
- Rostr. – Frederik Georg Emil Rostrup (1831–1907)
- Rota – Lorenzo Rota (1819–1855)
- Roth – Albrecht Wilhelm Roth (1757–1834)
- Rothm. – Werner Hugo Paul Rothmaler (1908–1962)
- Rothr. – Joseph Trimble Rothrock (1839–1922)
- Rothsch. – Jules Rothschild (n. 1838)
- Rot Schreck. – Friedrich Rot von Schreckenstein (1753–1808)
- Rottb. – Christen Friis Rottbøll (1727–1797)
- Roubaud – Émile Roubaud (1882–1962)
- Roupell – Arabella Elizabeth Roupell (1817–1914)
- Rourke – John Patrick Rourke (n. 1942)
- Rousseau – Jean-Jacques Rousseau (1712–1778)
- Roussel – Henri François Anne de Roussel (1747–1812)
- Roux – Jacques Roux (1773–1822)
- Rouy – Georges C.Chr. Rouy (1851–1924)
- Rowntree – Lester Gertrude Ellen Rowntree (1879–1979)
- Roxb. – William Roxburgh (1751–1815)
- Royen – Adriaan van Royen (1704–1779)
- Royle – John Forbes Royle (1798–1858)
- Roy L.Taylor – Roy L. Taylor (fl. 1965)
- Rozanova - Maria Aleksandrovna Rozanova (Maria Alexandrovna Rozanova) (1885–1957)
- Rozier – François Rozier (Jean-François) (1734–1793)
- R.Parker – Richard Neville Parker (1884–1958)
- R.P.Murray – Richard Paget Murray (1842–1908)
- R.Pott – Reino Pott (1869–1965)
- R.P.White – Richard Peregrine White (n. 1896)
- R.Rabev. – Raymond Rabevohitra (n. 1946)
- R.R.Bloxam – Richard Rowland Bloxam (1798–1877)
- R.R.Haynes – Robert Ralph Haynes (n. 1945)
- R.Ross – Robert Ross (1912–2005)
- R.R.Scott – Robert Robinson Scott (1827–1877)
- R.R.Stewart – Ralph Randles Stewart (1890–1993)
- R.S.Almeida – Rafael S. Almeida (fl. 1998)
- R.Schultz – Richard Schultz (1858–1936)
- R.S.Cowan – Richard Sumner Cowan (1921–1997)
- R.S.Irving – Robert Stewart Irving (n. 1942)
- R.S.Rogers – Richard Sanders Rogers (1861–1942)
- R.S.Wallace – Robert S. Wallace (fl. 1997)
- R.S.Williams – Robert Statham Williams (1859–1945)
- R.T.Baker – Richard Thomas Baker (1854–1941)
- R.T.Clausen – Robert Theodore Clausen (1911–1981)
- Rudall – Paula J. Rudall (n. 1954)
- Rudge – Edward Rudge (1763–1846)
- Rudolphi – Karl Rudolphi (1771–1832)
- Ruhland – Wilhelm Otto Eugen Ruhland (1878–1960)
- Ruiz – Hipólito Ruiz López (1754–1815)
- Rumph. – Georg Eberhard Rumphius (1628–1702)
- Rümpler – Karl Theodor Rümpler (1817–1891)
- Rundel – Philip Wilson Rundel (n. 1943)
- Rupr. – Franz Josef Ruprecht (1814–1870)
- Rusby – Henry Hurd Rusby (1855–1940)
- Russow – Edmund August Friedrich Russow (1841–1897)
- Rustan – Ovind H. Rustan (n. 1954)
- Rutenb. – Diedrich Christian Rutenberg (1851–1878)
- Rutherf. – Daniel Rutherford (1749–1819)
- Ruysch – Frederik Ruysch (1638–1731)
- R.Vásquez – Roberto Vásquez (n. 1941)
- R.Vig. – René Viguier (1880–1931)
- R.Wagner – Rudolf Wagner (n. 1872)
- R.Wallis – Rannveig Wallis (fl. 2002)
- R.W.Br. – Roland Wilbur Brown (1893–1961)
- R.W.Darwin – Robert Waring Darwin of Elston (1724–1816)
- R.W.Pohl – Richard Walter Pohl (1916–1993)
- R.W.Wallace – Robert Whistler Wallace (1867–1955)
- Rydb. – Per Axel Rydberg (1860–1931)
- Ryppowa – Halina w Kowalskich Ryppowa (1899–1927)
- Rzed. – Jerzy Rzedowski (n. 1926)

## S–Z
| Liste: Sus | A | B | C | D | E F | G | H | I J | K L | M | N O | P | Q R | S | T U V | W X Y Z |

Pentru a găsi intrări ce încep cu S–Z, folosiți cuprinsul de mai sus.